# Laheva
Koordinaten: 58° 56′ N, 23° 41′ O
Laheva (deutsch Lahewa) ist ein Dorf (estnisch küla) in der Stadtgemeinde Haapsalu (bis 2017: Landgemeinde Ridala) im Kreis Lääne in Estland.
Der Ort hat drei Einwohner (Stand 31. Dezember 2011). Er liegt acht Kilometer östlich der Kernstadt Haapsalu.